# Hana Robinson
Hana Robinson, rodným jménem Hana Trčalová (* 5. prosince 1979 Brno) je moravská zpěvačka, klavíristka a skladatelka, která se věnuje zejména žánrům jazz a šanson.

## Biografie
Hana Robinson se narodila v Brně a prožila v tomto městě dětství a mládí. V žákovských kategoriích se věnovala závodnímu lyžování ve slalomu a obřím slalomu. Od první třídy také hrála na klavír. Po studiu na gymnáziu Matyáše Lercha a prvním ročníku Masarykovy univerzity odjela na léto za svým bratrem Pavlem Trčalou, který studoval ve Washingtonu. Společně procestovali USA a o svých cestách posílali reportáže pro Český rozhlas. Ve Spojených státech zůstala pět let. Během tohoto pobytu společně s bratrem procestovala Severní, Střední a Jižní Ameriku.
Ve Spojených státech také studovala, a to nejprve na American University ve Washingtonu a na Bard College v New Yorku, odkud se dostala na světově proslulou hudební instituci Berklee College of Music v Bostonu. Později odjela na návštěvu za svým bratrem, který toho času pracoval v Londýně. Vdala se za Angličana a přijala příjmení Robinson.

## Tvorba

### Spolupráce s Michalem Horáčkem
V roce 2008 se bratr Hany Robinson Pavel Trčala setkal s textařem Michalem Horáčkem a představil mu sestru a její hudbu. Michal Horáček si hudbu poslechl a dal Haně prostor jak pro skladbu, tak pro hru na piano a zpěv na svém albu Ohrožený druh, které později získalo ocenění Deska roku a Anděl.

### Vlastní tvorba
V roce 2012 vyšlo CD Brouk v hlavě. Nahrávalo se v několika studiích: ve studiu LineArt v pražských Nuslích, ve studiu Doli Ivana Doležálka, ve studiu Cobra Slávka Jandy. Mezi muzikanty na albu vystupují Petr Kroutil, Antonín Šturma, Anička Mlinariková, Miloš Dvořáček, Josef Štěpánek, Jan Tengler, Imran Musa Zangi, Filip Zangi a další.

### Projekt Romantik
V roce 2016 byl vydán singl s názvem „Romantik“. Tato píseň je věnována lidem s roztroušenou sklerózou. Hana Robinson byla diagnostikována roztroušenou sklerózou v roce 2009. Hana se snaží upozornit veřejnost na tuto nemoc, protože léčba je nejúčinnější, pokud se nasadí v raném stádiu a to vyžaduje včasnou diagnózu. Píseň „Romantik“ se snaží podpořit pacienty, aby se opět začlenili do plnohodnotného života.

### Koncertní činnost
Hana koncertuje především ve svém pop jazzovém triu Hana Robinson Trio.